# ノーマン・ポグソン
ノーマン・ロバート・ポグソン（Norman Robert Pogson, 1829年3月23日 - 1891年6月23日）は、イギリスの天文学者。天体の等級を対数スケールで表す尺度とした業績で知られる。

## 生涯
ポグソンは1829年にイギリスのノッティンガムに生まれた。正式な教育は受けていなかったが、ロンドンのリージェンツ・パークにあったジョージ・ビショップの私設天文台に勤め、当時の台長ジョン・ハインドの下で天文学を学び、18歳の頃には2個の彗星の軌道を計算した。1850年にオックスフォード大学のラドクリフ天文台にヘリオメーターが導入された際に助手の募集があり、これに応募したポグソンが採用された。ラドクリフ天文台では、天体の子午線通過の観測を行う傍らで、変光星や小惑星の発見のために時間を費やすことができた。このラドクリフ天文台での勤務時にポグソンは、(42) イシス、(43) アリアドネ、(46) ヘスティアの3つの小惑星を発見している。1859年の初め、ポグソンはオックスフォードを離れ、ハートウェルにあったウィリアム・ヘンリー・スミスの私設天文台に赴任。1860年には、政府の天文学者に任命され、当時イギリスの植民地であったインドのマドラス（現在のチェンナイ）へ赴任した。マドラスでは研究時間のほとんどを子午線天文学に費やした。彼は、3巻の子午線天体図を出版、11,015個の星をまとめたマドラス目録を作成した他、5個の小惑星を発見し、変光星の発見数を18個まで伸ばした。ポグソンはマドラスを訪れてから死を迎えるまでの30年間、マドラス天文台の台長の職にあった。
長女のアイシス・ポグソン（1852年-1945年）も天文学者、気象学者として活躍し、王立天文学会の会員に選ばれた最初の女性の一人となった。ポグソンが発見した小惑星イシスの名前は、エジプトの女神イシスと、彼女の名前が由来となっている。

## 業績
ポグソンの最も大きな業績は、天体の明るさを表す尺度である等級に注目し、対数スケールによる尺度として定義したことである。1等星が6等星のおよそ100倍の明るさであることは、既にジョン・ハーシェルによって既に示されていた。ポグソンは、さらにその研究を進め、1856年に、5等級の差が正確に100倍に相当し、1等級の差は5√100 ≒ 2.512倍に相当すると定義した。これによって、それまで整数でしか表せなかった等級が1.2等星や3.5等星などと小数を使って表せることになり、現代でも用いられている。
天体の見かけの等級をm、n 、見かけの明るさをlm、ln としたとき、天体の等級の差は以下の式で表される。
{\displaystyle m-n=-2.5\log _{10}(l_{m}/l_{n})}
ポグソンが考案したこの式は彼の名を取ってポグソンの式と呼ばれる。
ポグソンは、生涯で8個の小惑星と18個の変光星を発見した。

## ポグソンにちなんだ名称の事物
ポグソンの名は、その功績を称えて、次のものに残されている。
- ポグソンの式（上述）
- 小惑星。ポグソン (小惑星)を参照[6]。
- 月のクレーター。ポグソン (クレーター)を参照。